# Portugal au Concours Eurovision de la chanson 1980
Le Portugal a participé au Concours Eurovision de la chanson 1980, le 19 avril à La Haye. C'est la 16e participation du Portugal au Concours Eurovision de la chanson.
Le pays est représenté par le chanteur José Cid et la chanson Um grande, grande amor (en), sélectionnés par la Radio-télévision du Portugal (RTP) au moyen du Festival da Canção.

## Sélection

### Festival da Canção 1980
Le radiodiffuseur portugais, la Radio-télévision du Portugal (RTP, Rádio e Televisão de Portugal), organise l'édition 1980 du Festival da Canção pour sélectionner l'artiste et la chanson représentant le Portugal au Concours Eurovision de la chanson 1980.
Le Festival da Canção 1980, présenté par Ana Zanatti (pt) et Eládio Clímaco (pt), a lieu le 7 mars 1980 au théâtre São Luíz (pt) à Lisbonne.

#### Finale
Neuf chansons participent au Festival da Canção 1980. Les chansons sont toutes interprétées en portugais, langue officielle du Portugal.
Parmi les participants, le groupe Doce représentera l'Eurovision en 1982 et la chanteuse Dina (en) en 1992.
| Ordre | Artiste               | Chanson                     | Traduction                | Points | Place |
| ----- | --------------------- | --------------------------- | ------------------------- | ------ | ----- |
| 1     | Madi                  | Lição de português          | Leçon de portugais        | 45     | 3     |
| 2     | Manuel José Soares    | Andar ver o sol             | Marcher et voir le soleil | 10     | 7     |
| 3     | S.A.R.L.              | Self-Made Man               | Homme autodidacte         | 44     | 4     |
| 4     | Dina (en)             | Guardando em mim            | Gardé en moi              | 5      | 8     |
| 5     | Doce                  | Doce                        | Doux                      | 68     | 2     |
| 6     | Bric-À-Brac           | Música portuguesa           | Musique portugaise        | 40     | 5     |
| 7     | José Cid              | Um grande, grande amor (en) | Un grand, grand amour     | 92     | 1     |
| 8     | Zélia                 | Agosto em Lisboa            | Août à Lisbonne           | 2      | 9     |
| 9     | Quarteto Música Em Si | Esta página em branco       | Cette page blanche        | 24     | 6     |

Lors de cette sélection, c'est la chanson Um grande, grande amor, interprétée par José Cid, qui est sélectionnée pour représenter le Portugal au Concours Eurovision de la chanson 1980.
Le chef d'orchestre sélectionné pour le Portugal à l'Eurovision 1980 est Jorge Machado (pt).

## À l'Eurovision

### Points attribués par le Portugal
| 12 points | Italie      |
| 10 points | Belgique    |
| 8 points  | Allemagne   |
| 7 points  | Royaume-Uni |
| 6 points  | Suisse      |
| 5 points  | Irlande     |
| 4 points  | Pays-Bas    |
| 3 points  | Autriche    |
| 2 points  | Espagne     |
| 1 point   | Grèce       |

### Points attribués au Portugal
| 12 points          | 10 points                         | 8 points          | 7 points  | 6 points               |
| ------------------ | --------------------------------- | ----------------- | --------- | ---------------------- |
|                    | - Italie                          | - Norvège - Suède | - Irlande | - Danemark - France    |
| 5 points           | 4 points                          | 3 points          | 2 points  | 1 point                |
| - Grèce - Pays-Bas | - Belgique - Luxembourg - Turquie |                   | - Suisse  | - Allemagne - Finlande |

José Cid interprète Um grande, grande amor en quatorzième position lors de la soirée du concours, suivant le Royaume-Uni et précédant la Pays-Bas.
Au terme du vote final, le Portugal termine 7e sur les 19 pays participants, ayant reçu 71 points au total,.